# 票据
票据（英語：Negotiable instrument）, 是一种「根据书面所述，无条件自动实行其内容的凭证」。在过去票据的主要有两个方面组成：指定的款项和付款内容，票据权力或所涉及的物资，构成为一张完整的票据，其内容缺一不可。根据票据法中所述「票据拥有者对票据拥有行使权和转让权」，持票人有权对票据进行转让或执行票据内所注明的各项权利(STS 27-12-1985)。
不同的国家或法律对票据在商业上和法律上都有着不同解释。

## 历史概况
不是所有的票据都同时出现在商业历史里某一时段，对其规章条例的制定和研究可以追溯到不同的时期；但是从二十世纪初期，法学家们开始致力于对票据理论的整理和推广，其后人们开始慢慢对这一新型的金融工具有所了解。

## 票据构成
票据理论上有以下各要素组成，其中有一些条款在特定的条件可能并不被认可：

### 行为特征
1. 票据行为是一种严格的书面行为，应当依据票据法的规定，在票据上记载法定事项，票据行为人必须在票据上簽章，其票据行为才能产生法律效力。票据行为的要式性有利于票据的安全流通。
2. 票据行为的内容均依票据上所载的文义而定。这是票据要式性的具体表现。票据文义直接决定票据的权利和票据义务的范围和最高限度。票据金额以大写和数码同时记载，二者必须一致，二者不一致的，票据无效。
3. 票据行为只要具备法定形式要件，便产生法律效力，即使其基础关系（又称实质关系）因有缺陷而无效，票据行为的效力仍不受影响。如甲签发汇票给乙，签发票据的原因是甲购买了乙的商品。之后，甲发现乙提供的商品有质量问题，但这并不能免除甲对乙的票据责任，至于甲乙间的商品质量纠纷只能另行解决。
4. 在同一票据上所作的各种票据行为互不影响，各自独立发生其法律效力。如无行为能力人的出票行为无效，但有行为能力人已在票据上背书、承兑，则背书、承兑有效；被保证的债务无效，保证人的保证行为只要要式具备便有效；票据本身或票据上的签字是被伪造的，真正在票据上的签名而完成的票据行为有效。许多国家的票据法都确立了票据行为的独立原则，目的是为了保证票据的流通和社会交易的安全。
5. 同一票据上的各种票据行为人均对持票人承担连带责任。由于票据行为具有独立性和无因性，这就使持票人的权利实现受到影响，因此票据法规定了连带原则，以保护持票人的票据债权。

### 法律特征
票据所具有的法律效力是为了保证行使连带权利的必然结果。其主要有主动法律效力和被动法律效力两部分构成。主动法律效力包括票据内所涉及的资金金额，权利和各项义务；被动法律效力包括出票人在票据内所涉及的责任及付款义务。
票据权利的行使只能由其拥有者来执行，出票人应该拥有良好的信用在执行付款这一责任上。
1. 票据是完全有价证券。票据与一定的财产权利或价值结合在一起，并以一定货币金额表示其价值。票据的权利与票据不可分开。票据的权利随票据的制作而发生，随票据的出让而转移，占有票据，即占有票据的价值。不占有票据，就不能主张票据权利。
2. 票据是要式证券。票据的格式是由法律规定的，必须根据法律规定的必要形式制作，票据才能有效。
3. 票据是一种无因证券。票据的持票人行使票据权利时，无需说明其取得票据的原因，只要占有票据就可以行使票据权利。至于取得票据的原因，持票人无说明的义务，债务人也无审查的权利，即使取得票据的原因关系无效，对票据关系也不发生影响。票据的无因性，有利于保障持票人的权利和票据的顺利流通。
4. 票据是流通证券。票据在到期前，可以通过背书方式转让而流通。票据的流通性是票据的基本特征。票据若不能流通，就不能成其为票据。
5. 票据是文义证券。票据上的权利义务必须以票据上的文字记载为准。有关票据债权人或票据债务人，均应当对票据上所记载的文义负责，不得以任何方式或理由变更票据上文字记载的意义。
6. 票据是设权证券。票据是创设权利，而不是证明已经存在的权利。票据一经作成，票据上的权利便随之而确立。如一张空白支票，出票人在金额一栏填写多少金额，该支票便具有多少金额的金钱债权。
7. 票据是债权证券。票据所创设的权利是金钱债权，票据持有人，可以对票据记载的一定数额的金钱向票据的特定债务人行使请求付款权，因此票据是一种金钱债权证券。

　　此外，票据还是货币证券、提示证券和返还证券。票据是一种可以代替现金支付和流通的工具。票据给付的标的是一定数额的货币，而不是货币以外的其他财产或利益，所以票据是货币证券。票据债权人以占有票据为必要条件，票据持有人行使票据权利，请求票据债务人履行票据债务时，必须提示票据，以证明其占有票据的事实。因此票据又是提示证券。当持票人向票据债务人提示付款并收到票据金额的全部给付时，必须将此票据交还给付款人，以示票据上债权债务关系的消灭。如果票据债权人不交还票据，票据债务人可以拒付票据金额而不负票据责任。因而票据也是返还证券。